# Éder (fotbalist, născut în 1987)
Ederzito António Macedo Lopes  (n. 22 decembrie 1987, Bissau, Guineea-Bissau), cunoscut sub numele de Éder  pronunție în portugheză [ˈɛðɛɾ]pronunție în portugheză [ˈɛðɛɾ]), este un jucător profesionist portughez de fotbal care a jucat ca atacant. Născut în Guineea-Bissau, a reprezentat echipa națională de fotbal a Portugaliei .
A semnat cu clubul Académica în 2008 din ligile inferioare și s-a alăturat clubului Braga patru ani mai târziu. Pe parcursul a 7 sezoane, a jucat în 143 de meciuri din Primeira Liga și a marcat 38 de goluri. A mai jucat în Țara Galilor, Franța, Rusia și Arabia Saudită, în special câștigând Premier League 2017-2018 cu Lokomotiv Moscova.
Internațional portughez din 2012, Éder a reprezentat naționala la Cupa Mondială 2014 și la Euro 2016, câștigându-l pe ultimul și marcând, de asemenea, singurul gol în finală.